# Liga Luxemburguesa de Basquetebol de 2019–20
A Temporada da Total Liga de 2019–20 será a 67ª edição da competição de elite do basquetebol de Luxemburgo tendo o Etzella Ettelbruck como defensor do título Luxemburguês.
A liga leva o nome oficial de Total League em virtude de contrato de patrocinador.
Em 15 de março de 2020 por consequência da Pandemia de COVID-19, a Federação Luxemburguesa cancelou todas as competições organizadas por ela, sendo assim não apurou-se o campeão da temporada.

## Clubes Participantes
| Clube              | Cidade           | Arena                                   |
| ------------------ | ---------------- | --------------------------------------- |
| AB Contern         | Contern          | Ginásio Esportivo "Um Ewent"            |
| Amicale Steinsel   | Steinsel         | Ginásio Poliesportivo "Alain Marchetti" |
| Basket Esch        | Esch-sur-Alzette | Ginásio Poliesportivo Esch-sur-Alzette  |
| Etzella Ettelbruck | Ettelbruck       | Centro Esportivo du Deich               |
| Musel Pikes        | Stadtbredimus    | Sporthal Stadbriedemes                  |
| Arantia Larochette | Larochette       | Hall sportif Centre Filano              |
| Sparta Bertrange   | Bertrange        | Centro Atert                            |
| T71 Dudelange      | Dudelange        | Salle Fos Grimler                       |
| U.S. Hiefenech     | Heffingen        | Centro Esportivo Heffingen              |
| Racing Luxembourg  | Luxemburgo       | Centre sportif Tramsschapp              |

## Temporada Regular

### Tabela de Classificação
| Pos. | Clube              | J  | V  | D  | Pt. | P+   | P-   | Classificação      |
| ---- | ------------------ | -- | -- | -- | --- | ---- | ---- | ------------------ |
| 1    | Musel Pikes        | 18 | 14 | 4  | 32  | 1561 | 1407 | 1º ao 6º colocados |
| 2    | Basket Esch        | 18 | 13 | 5  | 31  | 1519 | 1361 | 1º ao 6º colocados |
| 3    | T71 Dudelange      | 18 | 11 | 7  | 29  | 1618 | 1466 | 1º ao 6º colocados |
| 4    | Etzella Ettelbruck | 18 | 9  | 9  | 27  | 1552 | 1524 | 1º ao 6º colocados |
| 5    | U.S. Hiefenech     | 18 | 9  | 9  | 27  | 1394 | 1419 | 1º ao 6º colocados |
| 6    | Racing Luxembourg  | 18 | 8  | 10 | 26  | 1327 | 1323 | 1º ao 6º colocados |
| 7    | Sparta Bertrange   | 18 | 8  | 10 | 26  | 1527 | 1544 | Playouts           |
| 8    | Arantia Larochette | 18 | 8  | 10 | 26  | 1466 | 1571 | Playouts           |
| 9    | AB Contern         | 18 | 5  | 13 | 23  | 1504 | 1671 | Playouts           |
| 10   | Amicale Steinsel   | 18 | 5  | 13 | 23  | 1404 | 1586 | Playouts           |

|  |                                                  |
|  | Classificados para disputarem de 1º a 6º lugares |
|  | Classificados para disputarem os Playouts        |

### Primeira fase de grupos
| Casa\Visitante     | CON    | STE    | ESC    | ETZ    | MUS    | LAR    | BER     | DUD     | HIE   | LUX   |
| ------------------ | ------ | ------ | ------ | ------ | ------ | ------ | ------- | ------- | ----- | ----- |
| AB Contern         |        | 85-71  | 92-106 | 80-110 | 83-89  | 78-92  | 88-82   | 105-109 | 69-68 | 87-91 |
| Amicale Steinsel   | 91-102 |        | 62-80  | 94-81  | 71-89  | 77-82  | 95-75   | 77-106  | 93-83 | 74-63 |
| Basket Esch        | 104-73 | 103-78 |        | 68-77  | 83-76  | 94-89  | 86-64   | 82-89   | 92-82 | 67-59 |
| Etzella Ettelbruck | 108-57 | 98-89  | 75-97  |        | 79-93  | 76-81  | 84-99   | 96-71   | 94-83 | 57-84 |
| Musel Pikes        | 100-86 | 82-91  | 78-66  | 103-89 |        | 91-66  | 102-101 | 83-93   | 83-72 | 76-66 |
| Arantia Larochette | 98-91  | 90-86  | 71-81  | 103-89 | 68-76  |        | 96-87   | 90-74   | 76-81 | 74-90 |
| Sparta Bertrange   | 101-91 | 105-78 | 81-72  | 83-84  | 76-104 | 103-84 |         | 66-83   | 93-75 | 74-82 |
| T71 Dudelange      | 93-75  | 105-43 | 76-92  | 86-101 | 81-96  | 128-72 | 76-87   |         | 92-64 | 91-85 |
| U.S. Hiefenech     | 74-70  | 88-85  | 72-67  | 81-86  | 66-75  | 90-78  | 95-70   | 76-75   |       | 78-61 |
| Racing Luxembourg  | 84-92  | 69-49  | 67-79  | 72-68  | 70-65  | 79-56  | 69-80   | 76-90   | 60-66 |       |

## Segunda Fase

### Grupo A
| Pos | Clube              | J  | V  | D  | P+  | P-  | Pt. | Classificação                  |     | C/V   | DUD   | ESC    | ETZ   | HIE   | MUS   | RAC |
| --- | ------------------ | -- | -- | -- | --- | --- | --- | ------------------------------ | --- | ----- | ----- | ------ | ----- | ----- | ----- | --- |
| 1   | Musel Pikes        | 20 | 16 | 4  | 180 | 161 | 36  | Classificados para os Playoffs | DUD |       |       |        | 63-76 |       |       |     |
| 2   | Basket Esch        | 20 | 15 | 5  | 178 | 156 | 35  | Classificados para os Playoffs | ESC | 99-84 |       |        |       |       |       |     |
| 3   | T71 Dudelange      | 20 | 11 | 9  | 147 | 175 | 31  | Classificados para os Playoffs | ETZ |       |       |        |       |       | 93-68 |     |
| 4   | Etzella Ettelbruck | 20 | 10 | 10 | 181 | 171 | 30  | Classificados para os Playoffs | HIE |       |       |        |       | 73-77 |       |     |
| 5   | U.S. Hiefenech     | 20 | 10 | 10 | 149 | 140 | 30  | Classificados para os Playoffs | MUS |       |       | 103-88 |       |       |       |     |
| 6   | Racing Luxembourg  | 20 | 8  | 12 | 140 | 172 | 28  | Classificados para os Playoffs | RAC |       | 72-79 |        |       |       |       |     |

### Grupo B
| Pos | Clube              | J  | V  | D  | P+  | P-  | Pt. | Classificação                  |     | C/V | BER | CON | LAR | STE |
| --- | ------------------ | -- | -- | -- | --- | --- | --- | ------------------------------ | --- | --- | --- | --- | --- | --- |
| 1   | Sparta Bertrange   | 20 | 10 | 10 | 197 | 167 | 30  | Classificados para os Playoffs |     | BER |     |     |     |     |
| 2   | Arantia Larochette | 20 | 9  | 11 | 196 | 189 | 29  | Classificados para os Playoffs |     | CON |     |     |     |     |
| 7   | Amicale Steinsel   | 20 | 6  | 14 | 187 | 185 | 26  |                                |     | LAR |     |     |     |     |
| 8   | AB Contern         | 20 | 6  | 14 | 186 | 196 | 26  |                                | STE |     |     |     |     |     |

## Playoffs

### Confrontos
|  | Quartas-de-final | Quartas-de-final | Quartas-de-final |  |  | Semifinais | Semifinais | Semifinais |  |  | Final | Final | Final |
|  |                  |                  |                  |  |  |            |            |            |  |  |       |       |       |
|  |                  |                  |                  |  |  |            |            |            |  |  |       |       |       |
|  |                  |                  |                  |  |  |            |            |            |  |  |       |       |       |
|  |                  |                  |                  |  |  |            |            |            |  |  |       |       |       |
|  |                  |                  |                  |  |  |            |            |            |  |  |       |       |       |
|  |                  |                  |                  |  |  |            |            |            |  |  |       |       |       |
|  |                  |                  |                  |  |  |            |            |            |  |  |       |       |       |
|  |                  |                  |                  |  |  |            |            |            |  |  |       |       |       |
|  |                  |                  |                  |  |  |            |            |            |  |  |       |       |       |
|  |                  |                  |                  |  |  |            |            |            |  |  |       |       |       |
|  |                  |                  |                  |  |  |            |            |            |  |  |       |       |       |
|  |                  |                  |                  |  |  |            |            |            |  |  |       |       |       |
|  |                  |                  |                  |  |  |            |            |            |  |  |       |       |       |
|  |                  |                  |                  |  |  |            |            |            |  |  |       |       |       |
|  |                  |                  |                  |  |  |            |            |            |  |  |       |       |       |
|  |                  |                  |                  |  |  |            |            |            |  |  |       |       |       |
|  |                  |                  |                  |  |  |            |            |            |  |  |       |       |       |
|  |                  |                  |                  |  |  |            |            |            |  |  |       |       |       |
|  |                  |                  |                  |  |  |            |            |            |  |  |       |       |       |

#### Quartas de final
| Time 1 | Série | Time 2 | 1º Jogo | 2º Jogo | 3º Jogo |
| ------ | ----- | ------ | ------- | ------- | ------- |
|        | -     |        |         |         |         |
|        | -     |        |         |         |         |

#### Semifinal
| Time 1 | Série | Time 2 | 1º Jogo | 2º Jogo | 3º Jogo | 4º Jogo | 5º Jogo |
| ------ | ----- | ------ | ------- | ------- | ------- | ------- | ------- |
|        | -     |        |         |         |         |         |         |
|        | -     |        |         |         |         |         |         |

#### Final
| Time 1 | Série | Time 2 | 1º Jogo | 2º Jogo | 3º Jogo | 4º Jogo | 5º Jogo |
| ------ | ----- | ------ | ------- | ------- | ------- | ------- | ------- |
|        | -     |        |         |         |         |         |         |

## Campeões
| Total Liga de 2019-20 Campeões |
| ------------------------------ |
| ?º Título                      |